# Гропень (Вилча)
Гропень, Гропені (рум. Gropeni) — село у повіті Вилча в Румунії. Входить до складу комуни Рунку.
Село розташоване на відстані 155 км на північний захід від Бухареста, 9 км на північний схід від Римніку-Вилчі, 106 км на північний схід від Крайови, 106 км на південний захід від Брашова.

## Населення
За даними перепису населення 2002 року у селі проживали 115 осіб, усі — румуни. Усі жителі села рідною мовою назвали румунську.